# Línea T2 (Tranvía de París)

Plano de las vías de la línea

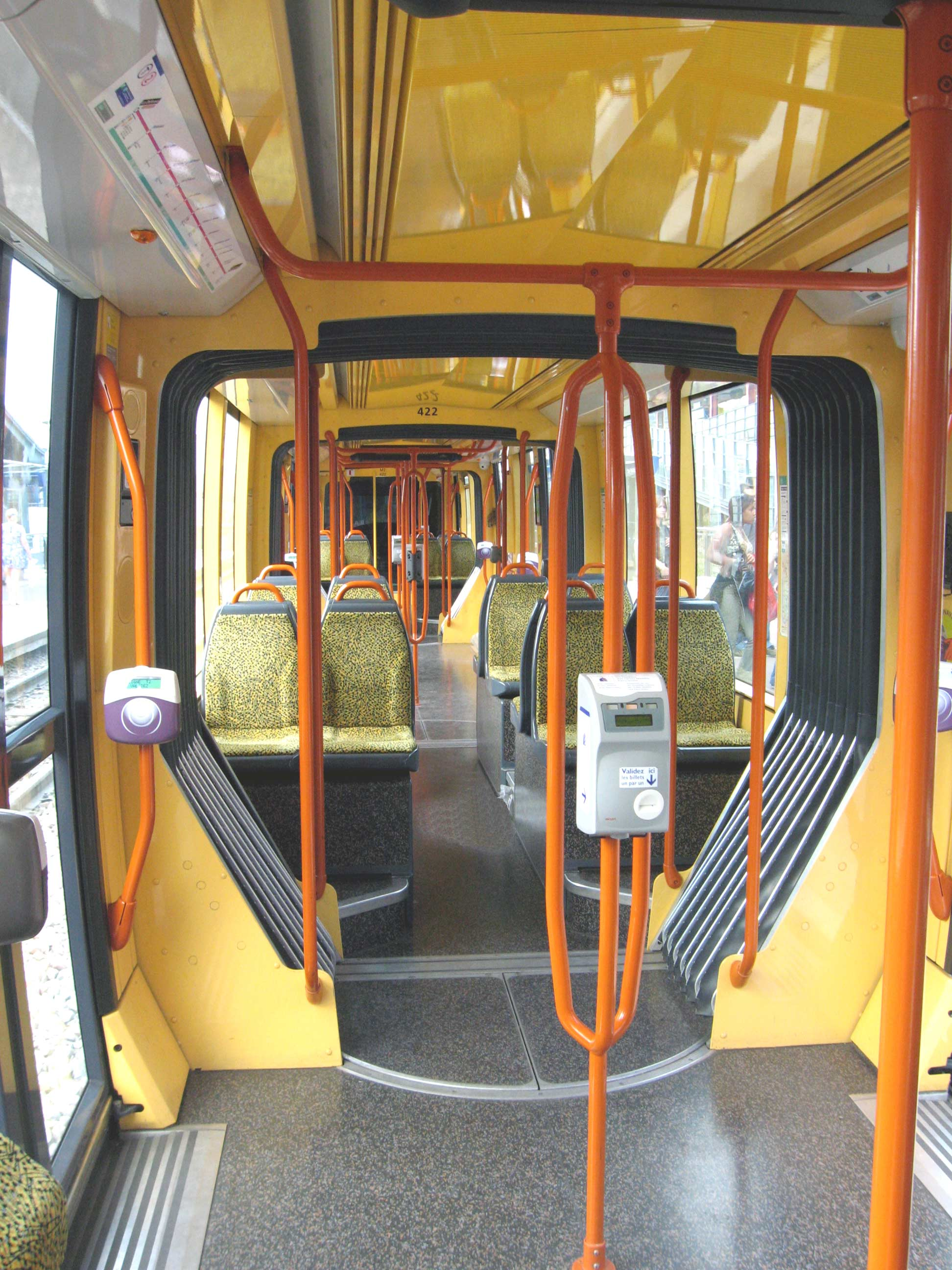
Interior de los Citadis 302

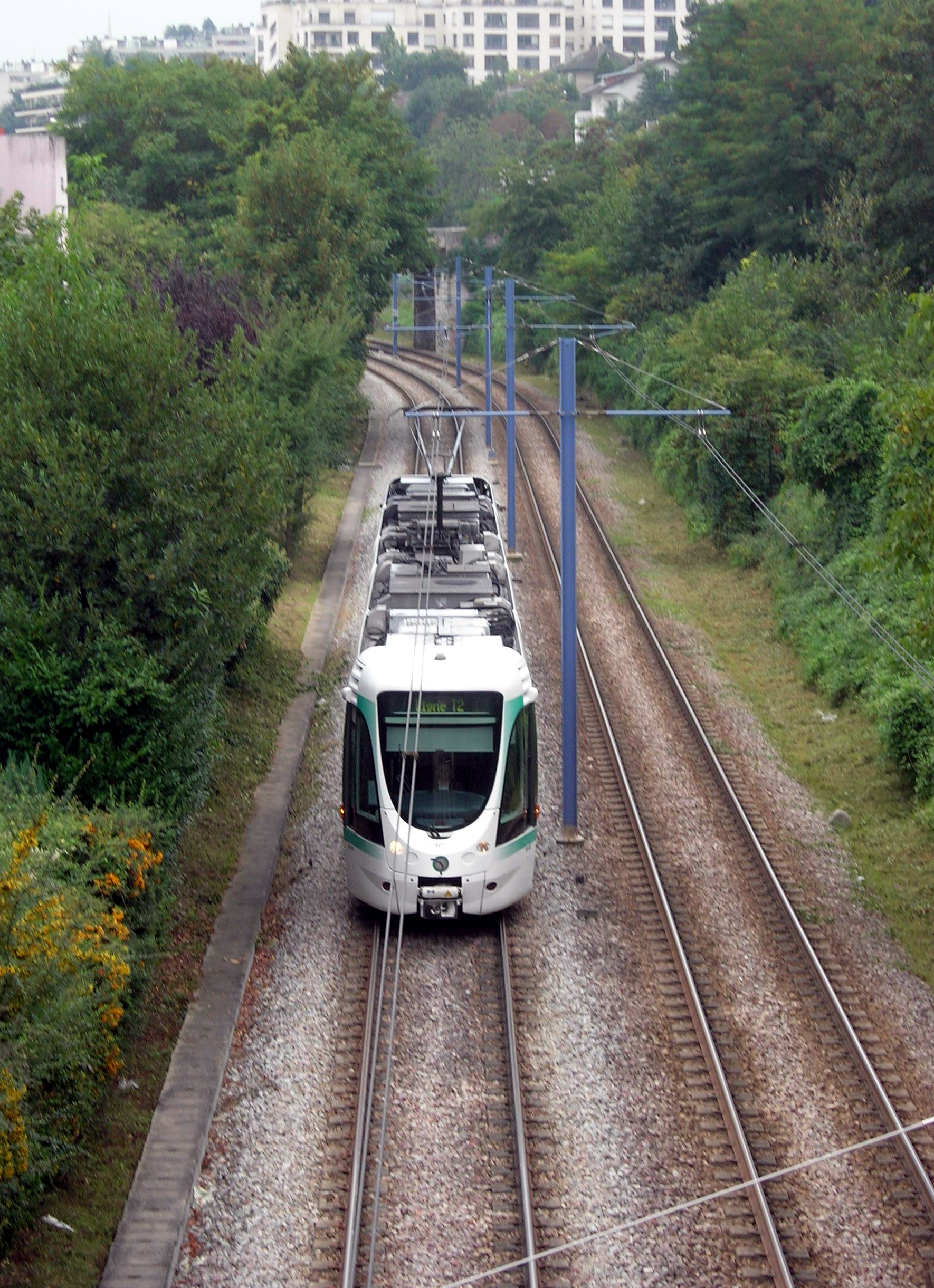
Unidad en el tramo de la línea que atraviesa Saint-Cloud

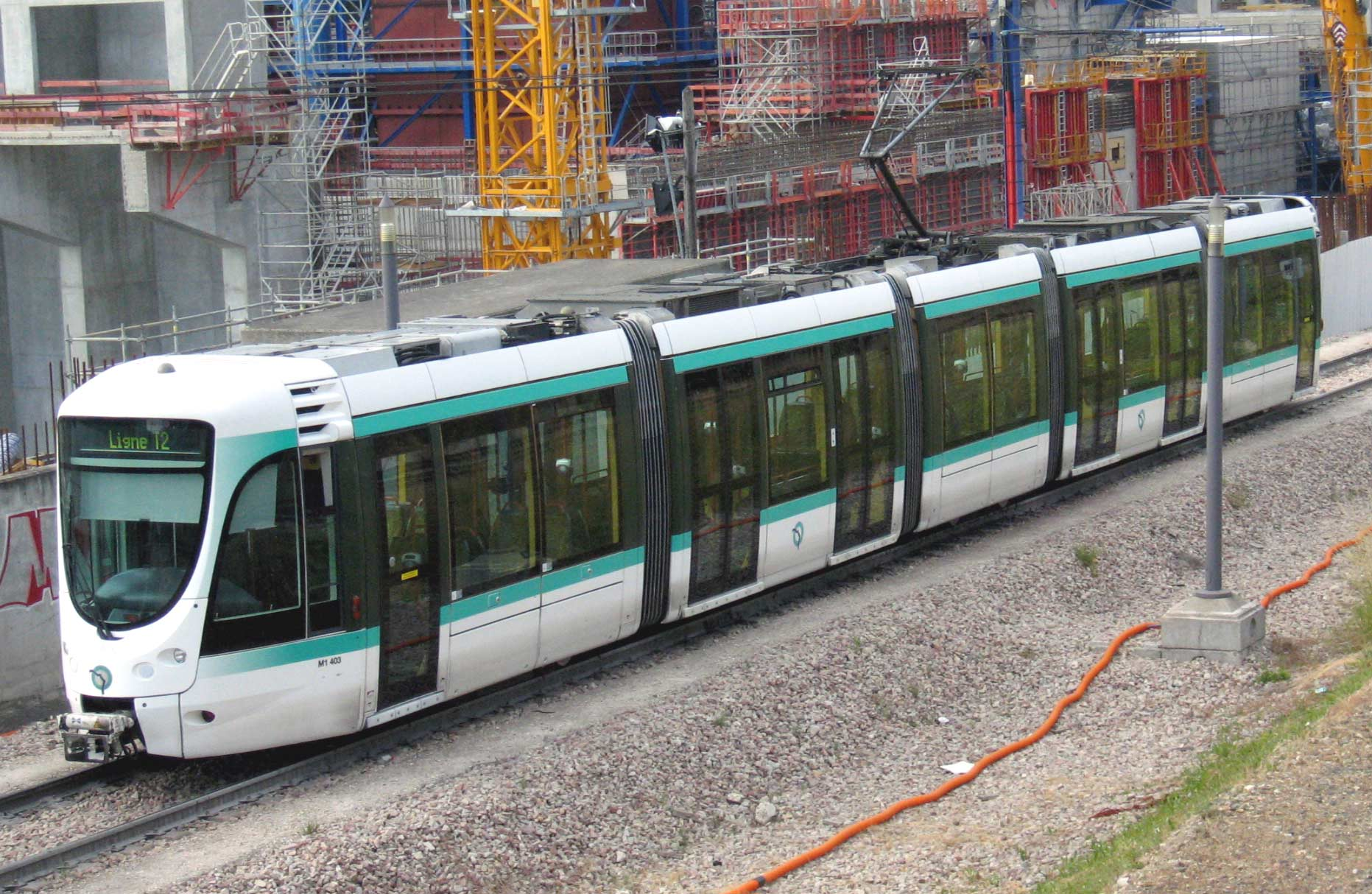
Unidad invirtiendo la marcha en Issy-Val de Seine

La Línea T2 de tranvía es una de las líneas de la red de Tranvía de la Île de France abierta en 1997 entre La Défense e Porte de Versailles. Remplaza la antigua línea de la SNCF entre Puteaux e Issy-les-Moulineaux. A diferencia de la línea T1, ésta está completamente segregada con sólo dos pasos a nivel donde tiene prioridad el tranvía.

## Historia
La Línea de Les Moulineaux fue abierta al público en 1889, siendo operada por la Compañía de Ferrocarriles del Oeste (más tarde absorbida por la red estatal), con motivo de la Exposición Universal que se desarrollaba en París uniendo la línea entre Paris-Saint Lazare y Versailles-Rive Droite con la estación de Champ de Mars-Tour Eiffel.
Electrificada en 1928 por tercer raíl lateral a 750 voltios en corriente continua al igual que gran parte de la red suburbana que partía de Saint-Lazare. Las locomotoras de vapor fueron remplazadas por automotores eléctricos Z1500 "estándar". Llegado el fin de su vida útil en 1985 era necesario encontrar una solución rápida para dar continuidad al servicio. Fueron entonces remplazadas por Z5176-5182, pequeña subserie de las Z5100 modificadas para circular con tercer raíl y a 750 V cuando estaban concebidas en origen para 1500 V. Al dar malos resultados este material y ser insuficiente el número de trenes bajó el número de usuarios de la línea rápidamente.
La electrificación con catenaria a 25 kV como el resto de la red suburbana había sido estudiado por la SNCF para integrar un ramal "La Défense" a la Línea RER C, pero dado que su coste era demasiado elevado se abandonó el proyecto. No obstante, el material debía ser sustituido urgentemente, para lo cual la SNCF pensó en usar derivados de MI79 y MI84, trenes bitensión que admitían 25 kV por catenaria y 750 V por tercer carril, pero nunca vio la luz. 
La SNCF, considerando que esta línea tenía un tráfico de viajeros limitado estimó que un servicio tranviario se adaptaba más a la demanda, y encomendó la gestión a la RATP conservando la propiedad de la plataforma. Así el tráfico ferroviario pesado se suprimió el 29 de mayo de 1993.
Tras varias obras de renovación, la línea fue adaptada para la circulación de tranvías, los andenes adaptados a dicho material y, a pesar de bloqueos por parte del entonces alcalde de Puteaux, fue reabierta como línea T2 en su totalidad el 2 de septiembre de 1997 usando unidades de Tranvía Francés Estándar (TFS).
La modernización de la línea, acceso directo a la estación de La Défense y el servicio con frecuencias de 4 a 12 min tuvo un gran éxito e hizo que subiera rápidamente la demanda más allá de las previsiones.

## Trazado y estaciones
|  |   |  | estaciones                               | Lat/Long                                   | zona | municipio            | correspondencia   |
|  | - |  | ---------------------------------------- | ------------------------------------------ | ---- | -------------------- | ----------------- |
|  | o |  | Pont de Bezons                           | 48°55′24″N 2°13′03″E / 48.923294, 2.217543 | 4    | Bezons               |                   |
|  | o |  | Parc Pierre Lagravère                    | 48°55′04″N 2°13′28″E / 48.917654, 2.224495 | 3    | Colombes             |                   |
|  | o |  | Victor Basch                             | 48°54′51″N 2°13′46″E / 48.914101, 2.229366 | 3    | Colombes             |                   |
|  | o |  | Jacqueline Auriol                        | 48°54′38″N 2°14′03″E / 48.910645, 2.234065 | 3    | Colombes             |                   |
|  | o |  | Charlebourg                              | 48°54′29″N 2°14′16″E / 48.908022, 2.237863 | 3    | La Garenne-Colombes  | andando           |
|  | o |  | Les Fauvelles                            | 48°54′09″N 2°14′22″E / 48.902451, 2.239451 | 3    | La Garenne-Colombes  |                   |
|  | o |  | Faubourg de l'Arche                      | 48°53′48″N 2°14′24″E / 48.896639, 2.240138 | 3    | Courbevoie           |                   |
|  | o |  | La Défense Grande Arche                  | 48°53′34″N 2°14′14″E / 48.892886, 2.237358 | 3    | Puteaux (La Défense) |                   |
|  | o |  | Puteaux                                  | 48°53′00″N 2°14′02″E / 48.88322, 2.23378   | 3    | Puteaux              |                   |
|  | o |  | Belvédère                                | 48°52′33″N 2°13′33″E / 48.87597, 2.22592   | 3    | Suresnes             |                   |
|  | o |  | Suresnes-Longchamp                       | 48°52′05″N 2°13′17″E / 48.86816, 2.22141   | 3    | Suresnes             | andando           |
|  | o |  | Les Coteaux                              | 48°51′25″N 2°13′14″E / 48.85684, 2.22046   | 3    | Saint-Cloud          | andando           |
|  | o |  | Les Milons                               | 48°50′59″N 2°13′16″E / 48.84981, 2.22122   | 3    | Saint-Cloud          |                   |
|  | o |  | Parc de Saint-Cloud                      | 48°50′35″N 2°13′19″E / 48.84307, 2.22182   | 3    | Saint-Cloud          | andando · andando |
|  | o |  | Musée de Sèvres                          | 48°49′42″N 2°13′32″E / 48.82831, 2.22543   | 3    | Sèvres               | andando           |
|  | o |  | Brimborion                               | 48°49′20″N 2°13′53″E / 48.82229, 2.23130   | 3    | Meudon               |                   |
|  | o |  | Meudon-sur-Seine                         | 48°49′09″N 2°14′22″E / 48.81919, 2.23933   | 3    | Meudon               |                   |
|  | o |  | Les Moulineaux                           | 48°49′17″N 2°15′05″E / 48.82151, 2.25132   | 2    | Issy-les-Moulineaux  |                   |
|  | o |  | Jacques-Henri Lartigue                   | 48°49′29″N 2°15′38″E / 48.82465, 2.26044   | 2    | Issy-les-Moulineaux  |                   |
|  | o |  | Issy-Val de Seine                        | 48°49′47″N 2°15′47″E / 48.82983, 2.26314   | 2    | Issy-les-Moulineaux  |                   |
|  | o |  | Henri Farman Porte de Seine              | 48°50′05″N 2°16′14″E / 48.83479, 2.27045   | 1    | XV París             |                   |
|  | o |  | Suzanne Lenglen                          | 48°49′59″N 2°16′38″E / 48.83312, 2.27715   | 1    | XV París             | andando           |
|  | o |  | Porte d'Issy Éliane Jeannin-Garreau      | 48°49′55″N 2°16′52″E / 48.83184, 2.28102   | 1    | XV París             |                   |
|  | o |  | Porte de Versailles Parc des Expositions | 48°49′55″N 2°17′15″E / 48.83196, 2.28740   | 1    | XV París             |                   |

## Explotación de la línea

### Material móvil
Al principio circulaban en la línea tranvías del modelo Tramway français standard (tranvía francés estándar), abreviado como TFS, idénticos a los que circulan por la red de Tranvía de Grenoble. Estos eran insuficientes con el gran éxito y gran demanda que tuvo la línea, por lo que fueron sustituidos a los pocos años con Citadis 302.
Estas unidades se agrupan en doble composición para aumentar la capacidad de la línea, saturada en hora punta. La circulación de dobles composiciones implicó ampliar los andenes de 30 a 65 m y la adaptación de las cocheras.

### Cocheras y talleres
Las 26 unidades Citadis 302 (numeradas del 401 al 426) se guardan y mantienen en las cocheras de Issy-les-Moulineaux, situadas entre las estaciones de Les Moulineaux y Jacques-Henri Lartigue.

### Conducción y señales
La conducción se realiza en marcha a la vista, con señales de limitación de velocidad, de protección de itinerarios y protección de cruces.
Para los cruces con el tráfico rodado están las calles equipadas de señales tricolores (rojo, amarillo y verde) mientras que la línea tranviaria tiene señales R17 y R18 (sobre fondo negro una barra horizontal indica parada, círculo blanco señal previa a barra horizontal y barra vertical vía libre). Estas luces se acompañan de señalización de ayuda a la explotación consistente en triángulos luminosos que señalan la preferencia del tranvía en los cruces cuando va a franquearlos.
Las señales de protección de itinerarios o de explotación se sitúan en los desvíos y cambios de agujas.
Las señales de limitación de velocidad consisten en letreros cuadrados con cifras negras en fondo blanco. 
Finalmente, los indicadores de corte de alimentación se encuentran antes de pasar por cada sector de alimentación de la línea aérea de contacto. Dos círculos blancos alineados verticalmente anuncian un tramo de línea con corriente, alineados horizontalmente que carece de alimentación eléctrica.

### Tarifas y financiación
El sistema de tarificación es idéntico a las otras líneas de tranvía explotadas por la RATP y la mayoría de las líneas de autobús. Un ticket T+ permite usar la línea y transbordar de forma gratuita con las líneas de autobús y tranvía durante un máximo de 1 hora y media, pero no con el metro o RER. Los abonos mensuales Carte Orange y similares también son válidos.
La financiación de la línea está asegurada por la RATP. No obstante, las tarifas de los billetes y abonos cuyo precio está limitado por decisiones políticas no cubren los gastos reales, por lo que el Sindicato de Transportes de la Île de France (STIF) compensa estas pérdidas.

## Proyectos de ampliación
La ampliación a Porte de Versailles debería estar acabada y abierta en junio de 2009 y la de Bezons en 2010.

### La Défense-Bezons
Este proyecto consiste en ampliar la línea 4,2 km con 7 estaciones, que beneficiarían a una población de 32000 habitantes y 19000 puestos de trabajo (fuera de La Défense), 6 municipios y dos provincias diferentes atravesadas.
El proyecto se inscribe en la perspectiva de realización del "Grand Tram", futura circunvalación tranviaria alrededor de París. En paralelo con los objetivos del Plan de Desplazamientos Urbanos y el Esquema director de la Región Île de France (SDRIF), este proyecto permitirá, entre otros, mallar la red. Permitiría así correspondencias con la Línea RER A, la línea 1 de metro y las líneas suburbanas en las estaciones de La Défense y La Garenne-Colombes. El tráfico anual previsto sería de 15 millones de viajeros.
El proyecto del SDRIF presentado en febrero de 2007 prevé una ampliación de la línea en fase 2 (2014-2020) de Pont de Bezons a Sartrouville para unirse con la futura Tangencial Norte.
Las fechas del proyecto son:
- 1997-1999: estudios técnicos iniciales.
- 2000-2003: anteproyecto, aprobado en abril.
- 7 de marzo al 8 de abril de 2005: encuesta pública.
- 22 de diciembre de 2005: declaración de utilidad pública.
- 2005-2007: estudios detallados previos a la realización de la obra y firma del convenio de financiación el 13 de diciembre de 2006.
- Hasta 2008: adquisición de materiales de obra.
- 2008-2011: obras y pruebas.
- Finales de 2011: puesta en servicio.

Están ya empezadas las obras de saneamiento del Bulevar de la Misión Mercante/Nacional en Courbevoie y La Garenne-Colombes y también obras a la salida de la estación de La Défense en dirección al Bulevar de la Misión Mercante/Nacional.
La línea tiene proyectadas las siguientes estaciones (nombres provisionales):
1. Faubourg de l'Arche: próxima al barrio homónimo de Courbevoie estará situada en el Bulevar de la Misión Mercante entre los cruces con las calles de Caen y Berthelot/Gaultier. Próxima a ella se encuentra la zona universitaria Leonardo da Vinci.
2. Les Fauvelles: nombre de la calle que une La Garenne-Colombes y Courbevoie, cercana a la estación de ferrocarril y que une el Bulevar de la Misión Mercante/Nacional con la plaza Rin y Danubio entre Courbevoie y La Garenne-Colombes.
3. Charlebourg: junto a la estación de La Garenne-Colombes. Por el momento el andén de la estación de ferrocarril se acaba cerca del Puente de Comercio, unos metros antes de la futura estación de tranvía.
4. Estienne D'Orves
5. Quatre Chemins - Louis Aragon: próxima al museo de transportes urbanos, interurbanos y rurales. Con la llegada de la línea T2 en 2010 y de la T1 en 2014 la ZAC de la Marina Nacional será destruida, siendo construidas en su lugar las cocheras de las líneas en el subsuelo, y en superficie comercios, viviendas y oficinas.
6. Parc Pierre Lagravère: próxima al parque provincial de la Île Marante.
7. Pont de Bezons

La continuación hasta Sartrouville (itinerario de la línea de autobús 272) no está todavía oficialmente aprobada, aunque existe el proyecto desde 1997. Otro ramal desde Pont de Bezons permitiría llevar la línea hacia Argenteuil (itinerario de la línea de autobús 161), imitando el estilo de la línea tramway Y. La primera se encuentra en el SDRIF en fase de consulta pública y la segunda opción de ramal no se ha sacado a la luz.

### Issy-Val de Seine-Porte de Versailles
Esta ampliación será de 2,3 km y si bien el trazado recibió un dictamen desfavorable de la comisión de estudio, se ha declarado de interés general en 2005 y se prevé una ampliación hasta la Estación de París-Montparnasse en el 2015.
- Las obras para preparar la desviación de redes ferroviarias empezaron en agosto de 2005.
- Mayo-diciembre de 2006: desplazamiento de la base de mantenimiento de la Línea RER C.
- Realización de la línea:
  - Enero de 2007-junio de 2008: obras subterráneas sobre la base de mantenimiento de la Línea RER C y la plataforma tranviaria.
  - Enero de 2007-mayo de 2008: preparación de las calles atravesadas: Henry Farman, Oradour sur Glane y Ernest Renan.
  - D’août 2007 à janvier 2009: colocación de vías.
- Explotación de la línea:
  - Febrero de 2009-junio de 2009: formación, pruebas y circulación en vacío.
  - Junio de 2009: puesta en servicio de la ampliación hasta Porte de Versailles.

Hasta aquí el proyecto en sí, ciertas asociaciones reclaman la conexión con la Línea Petite Ceinture para permitir una unión directa con la estación de Austerlitz o Villejuif, incluso el Aeropuerto de Orly a largo plazo.
Nuevas estaciones:
1. Porte de Sèvres (correspondencia con T3 a distancia)
2. Porte d'Issy (correspondencia con T3 a distancia)
3. Porte de Versailles (12 y T3)